# Гуменюк Андрій Іванович
Андрій Іванович Гуменю́к (9 (22) червня 1916, Левківка — 21 березня 1982, Київ) — український радянський музикознавець і фольклорист, педагог. Доктор мистецтвознавства з 1969 року, професор з 1976 року. Член Спілки композиторів України з 1958 року.

## Життєпис

Могила Андрія Гуменюка, Байкове кладовище

Народився 9 (22) червня 1916 року в селі Левківці (тепер Погребищенський район Вінницької області, Україна). Брав участь у Другій світовій війні.
1949 року закінчив Київську консерваторію (клас хорового диригування Г. Верьовки). У 1952—1971 роках працював в Інституті мистецтвознавства, фольклористики та етнології АН УРСР, у 1971—1982 роках — у Київському інституті культури завідувач кафедри народного хорового співу. Водночас від 1954 року — співробітник газет «Радянське мистецтво», «Радянська культура» та інших.
Помер у 65-річному віці в Києві 21 березня 1982 року. Похований разом із родиною (зокрема кінознавцем Костянтином Теплицьким) на Байковому кладовищі (північна частина ділянки № 33, 50°25′4.38″ пн. ш. 30°30′9.28″ сх. д. / 50.4178833° пн. ш. 30.5025778° сх. д.).

## Праці
Вивчав українське народне мистецтвово (зокрема хореографію), народні музичні інструменти. Автор вступних статей до 6-ти томів із серії «Українська народна творчість» (Київ, 1961—1972) та інше. Серед праць:
- Український народний хор. К., 1955; 1969;
- Українські народні танці (мелодії). К., 1955;
- Українські народні музичні інструменти, інструментальні ансамблі та оркестри. К., 1959;
- Українські народні танці. К., 1962; 1969 (у співавторстві);
- Иван Скляр. Москва, 1962;
- Народне хореографічне мистецтво України. К., 1963;
- Українські народні музичні інструменти. К., 1967;
- Хрестоматія пісень для народного хору. К., 1973;
- Обряди і музичне мистецтво. К., 1976.